# Брестовани
Брестовани (словац. Brestovany) — село, громада округу Трнава, Трнавський край. Кадастрова площа громади — 16.37 км². Протікає Крупський потік.
Населення 2645 осіб (станом на 31 грудня 2020 року).

## Історія
Брестовани згадуються 1113 року.

## Населення
| Рік:            | 1994. | 2004.   | 2014.    | 2024.   |
| --------------- | ----- | ------- | -------- | ------- |
| Кількість осіб: | 1868  | 2015    | 2554     | 2507    |
| Різниця:        |       | +7,86 % | +26,74 % | -1,84 % |

| Рік:            | 2023. | 2024.   |
| --------------- | ----- | ------- |
| Кількість осіб: | 2518  | 2507    |
| Різниця:        |       | -0,43 % |